# Stelle principali della costellazione della Croce del Sud
Segue un prospetto delle stelle principali della costellazione della Croce del Sud, elencate per magnitudine decrescente.